# القناع الزجاجي (مسلسل كوري)
القناع الزجاجي (بالكورية : 유리가면)؛ هو مسلسل تلفزيوني كوري جنوبي 2012. تم بثه على قناة تي في إن، عرض في 3 سبتمبر 2012، من الإثنين إلى الجمعة في الساعة 21:45.

## القصة
الدراما تتحدث عن فتاة ولدت كإبنة لُفقت له تهمة القتل , وبسبب ذلك عاشت حياة صعبة وقاسية مثل سندريلا حتى أنها تتعرض للقتل على يد أختها التي تحبها ومن هناك ترمي قناع الضعف وتستبدله بقناع الإنتقام.

## بطولة
- سيو وو بدور كانغ يي كيونغ، سيونغ حونغ ها.[4]
- لي جي هون بدور كيم سون جاي[4]
- بارك جين وو بدور كيم ها جون[4]
- كيم يون سيو بدور كانغ سيو إيون[4]

## روابط خارجية
- الموقع الرسمي
 (بالكورية)
- القناع الزجاجي على موقع IMDb (الإنجليزية)
- القناع الزجاجي على موقع قاعدة بيانات الفيلم (الإنجليزية)
- القناع الزجاجي على هانسينما